# Cacaulândia
Cacaulândia es un municipio brasileño del estado de Rondônia. Se localiza a una latitud 10°20′21″ sur y a una longitud 62º53'43" oeste, estando a una altitud de 205 metros. Su población estimada en 2010 era de 7.317 habitantes.
Posee un área de 1.962 km².
Cacaulandia los población 2010 7.317:
Urbana:2.668
Rural:5.013
Hombres:4.014
Mujeres:5.976